# Dallas (serie televisiva 1978)
(Sue Ellen a J.R.)
Dallas è stata una soap opera di prima serata statunitense prodotta dalla CBS dal 1978 al 1991.
In Italia la soap è andata in onda dal 4 febbraio al 29 aprile 1981 sulla Rete 1 della Rai, che ha trasmesso la miniserie e i primi episodi della prima stagione. Per guadagnare ascolti, a partire dal 2 giugno dello stesso anno, gli episodi successivi vennero acquistati e mandati in onda da Canale 5, che ha fatto della serie uno dei suoi cavalli di battaglia nella guerra dell'audience degli anni 80, diventando la prima fiction trasmessa dal gruppo Fininvest.
Dallas è stata una delle prime soap a essere distribuite in quasi tutto il mondo. È stata tradotta e doppiata in 67 lingue diverse in più di 90 nazioni, un record per la televisione statunitense ancora imbattuto. Fra i tanti episodi trasmessi, il più famoso rimane sicuramente quello dell'attentato a J.R. e l'episodio in cui si svelava il colpevole fu seguito negli Stati Uniti da più di 83 milioni di persone, con uno share del 76%. Sebbene battuto poi in patria dall'episodio finale di M*A*S*H, rimane l'episodio di una serie più visto nel mondo con 360 milioni di spettatori al suo attivo. Le vicende della serie televisiva Dallas sono proseguite in due film per la televisione: Dallas - Il ritorno di J.R. (Dallas: J.R. Returns) (1996) e Dallas - La guerra degli Ewing (Dallas: War of the Ewings) (1998). Esiste anche la miniserie televisiva L'alba di Dallas (Dallas: The Early Years) (1986), in cui vengono narrate le vicende dei protagonisti da giovani.
Per il 2012 ,la TNT ha prodotto un sequel dall'omonimo titolo, Dallas. Nel cast sono presenti come protagonisti gli storici Larry Hagman, Patrick Duffy e Linda Gray, mentre con un ruolo minore sono presenti altri personaggi storici del cast come Charlene Tilton, Ken Kercheval e Steve Kanaly. La serie trasmessa a giugno negli Stati Uniti è stata seguita da quasi 7 milioni di telespettatori, cifra record per la TNT. In Italia è andata in onda a partire dal 16 ottobre (dello stesso anno) sempre nelle reti Mediaset. Il 3 ottobre 2014 la nuova serie è stata cancellata.

## Genesi
Il personaggio centrale dello show è John Ross "J.R." Ewing Jr., ambizioso petroliere senza scrupoli interpretato dal texano Larry Hagman (attore noto al pubblico per il suo ruolo nella sitcom Strega per amore). La serie nasce come ibrido di Romeo e Giulietta (i neosposi che aprono la storia, Bobby e Pamela, appartengono a due famiglie, acerrime nemiche) e di Bonanza (un agiato patriarca con 3 figli).
Il creatore della serie, David Lewis Jacobs, dapprima propone alla CBS un'idea per la serie California (Knots Landing), ma la rete vuole una saga più sfarzosa. Da questa richiesta, Jacobs crea Dallas, imperniato su una ricca famiglia di petrolieri texani. Quando la serie risulta essere una miniera d'oro, la CBS prende di nuovo in considerazione la prima idea di Jacobs e mette in cantiere nel 1979 la serie California come spin-off di Dallas.
La miniserie di Dallas, composta di 5 episodi e oggi erroneamente considerata come "prima stagione", viene girata interamente proprio nella città omonima e trasmessa nell'aprile del 1978. Il resto della serie viene invece girato negli studios della MGM a Hollywood (per gli interni) e a Parker (Texas) e Dallas (per gli esterni). Dal 1989, a causa degli alti costi di produzione, la serie viene girata totalmente in California.

## Trama

### Premessa
Lo show è rimasto famoso soprattutto per gli argomenti trattati: ricchezza, sesso, intrighi e lotte senza esclusione di colpi per il potere. «Alcolismo, droga, vendette familiari, divorzi, figli illegittimi e bugie sono la faccia che mostra nel privato una classe dominante che vuole restare tale, e per riuscirci deve imporsi con ogni mezzo sugli agguerriti concorrenti». Agli inizi della storia vediamo la rivalità presente fra Jock Ewing e Digger Barnes. Jock (Jim Davis, Perché un assassinio), fondatore della Ewing Oil e capostipite della famiglia Ewing, è ormai un anziano magnate che aveva presumibilmente macchinato ai danni del suo socio di un tempo, Digger Barnes.
L'altro grande vecchio è Digger Barnes (interpretato prima da David Wayne e poi da Keenan Wynn), che all'inizio della serie, nel 1978, è un vecchio alcolizzato furioso con Jock sia per averlo estromesso dalla compagnia petrolifera che lui aveva contribuito a fondare, sia per avergli portato via la fidanzata di un tempo, ovvero Eleanor "Miss Ellie" Southworth Ewing (Barbara Bel Geddes, La 14ª ora, La donna che visse due volte). Man mano che la storia si evolve, i contrasti tra Jock e Digger aumentano, anche a causa di altri elementi della famiglia Barnes che reclamano una parte del patrimonio degli Ewing.
Jock e Miss Ellie hanno tre figli maschi: J.R., Gary (David Ackroyd/Ted Shackelford) e Bobby (Patrick Duffy, L'uomo di Atlantide, Una bionda per papà, Beautiful). J.R., il primogenito, è un uomo senza scrupoli infelicemente sposato a Sue Ellen Shephard (Linda Gray, Melrose Place, Models, Inc.), ex Miss Texas, ed è spesso in contrasto con Bobby, uomo integro e di alta moralità.
Dopo aver avuto una breve relazione con Ray Krebbs (Steve Kanaly), mezzadro al Southfork Ranch (e che nel corso della serie si scoprirà essere il figlio illegittimo di Jock Ewing), la giovane e attraente Pamela Barnes (Victoria Principal), figlia di Digger Barnes e sorella di Cliff (Ken Kercheval), sposa Bobby. In seguito a questo matrimonio, J.R. comincia a mettere a repentaglio la pace in famiglia in modo continuo pur di ottenere la presidenza della Ewing Oil.
Caratteristica principale della serie (e con essa, anche degli altri serial del periodo, Dynasty e Falcon Crest) sono i finali di stagione con grandi colpi di scena (comunemente chiamati "cliffhanger"). Proprio a Dallas appartiene uno dei più importanti colpi di scena della storia della tv americana, quel "Chi ha sparato a J.R.?" che ha tenuto incollati al televisore milioni di spettatori in tutto il mondo. Con esso, si ricordano anche il rapimento di miss Ellie da parte di sua cognata e Bobby che viene colpito da un colpo di pistola mentre è seduto alla scrivania di J.R. Nonostante siano sopraggiunti spesso degli eventi drammatici nel corso delle stagioni del serial, nessun danno "permanente" viene fatto ai personaggi principali della saga, a meno che gli interpreti non siano intenzionati a lasciare la serie. Così, per esempio, quando Patrick Duffy decide di abbandonare lo show, gli sceneggiatori mettono in scena prima la sua morte e, in seguito, la sua resurrezione, quando l'attore cambia idea (la sua ricomparsa verrà spiegata come un lungo incubo di Pamela), mentre Pamela rimarrà ustionata in seguito a un grave incidente e si allontanerà dalla famiglia per morire in solitudine pur di non far soffrire il suo amato Bobby.
Sebbene la prima soap opera serale sia stata Peyton Place, negli anni 60, fino all'avvento di Dallas questo genere televisivo rimane ancorato alla programmazione pomeridiana. Con Dallas vengono riscritte le regole della soap opera di prima serata, cambiando definitivamente il volto della tv. Con Dallas, per la prima volta, le storie raccontate sono continuative e l'espediente del cliffhanger finale da lì in poi diventa uno standard non solo per queste soap, ma anche per serie tv di altro genere, dalla sit-com alla fantascienza all'azione.

### I personaggi - Morti e partenze
Nei suoi 13 anni, Dallas ha visto la defezione di molti personaggi importanti.
- Jock Ewing è stato il primo personaggio a lasciare la serie a causa della morte del suo interprete, Jim Davis, nel 1981.
- Bobby lascia la serie dopo aver perso Pamela (senza contare la sua "morte" nel sogno di Pamela) per poi ritornarci, rimanendo fino all' ultima puntata.
- Pamela lascia la serie dopo un incidente automobilistico nel finale della stagione 1986-87. La sua interprete originale, Victoria Principal, non parteciperà più alla serie, ma i produttori scritturano Margaret Michaels, molto somigliante, all'inizio della stagione 1988-89.
- Donna e Ray divorzieranno nel 1987. Donna si trasferirà a Washington e sposerà il senatore Dawlin, mentre Ray sposerà Jenna e si trasferirà in Europa.
- Lucy torna a Southfork nel 1988, ma andrà di nuovo via da Dallas due anni dopo per trasferirsi in Europa.
- Sue Ellen lascia Dallas nel 1989 per trasferirsi a Londra con il suo futuro marito Don Lockwood.

### I finali di stagione
Dallas, così come le sue serie rivali dell'epoca, Dynasty e Falcon Crest, è famosa anche per i colpi di scena, pieni di suspense e mistero, che chiudono puntualmente ogni stagione e che vengono poi solitamente risolti all'inizio della stagione seguente. Lo scopo dei produttori era quello di attirare un numero sempre più alto di spettatori.

## Episodi
In Italia, la serie arrivò il 4 febbraio 1981 sulla Rete 1 e fu trasmessa fino al 29 aprile. Il primo episodio fu seguito da 16.400.000 telespettatori. In questo primo passaggio italiano del serial, la Rai trasmise 4 episodi della prima stagione e 9 episodi della seconda, senza un ordine cronologico e saltando alcune puntate. La serie passò qualche mese dopo su Canale 5 dove non furono replicati gli episodi della Rai ma venne seguita la cronologia originale (sebbene, poi, le varie stagioni furono trasmesse l'una dietro l'altra, rendendo quasi nulla la suspense che solitamente veniva a crearsi con il "cliffhanger" di fine stagione). La serie divenne, da lì in poi, un programma di punta della rete ammiraglia di Mediaset per tutti gli anni 1980 e fino al 1990. Nel 1991 la serie, con la sua ultima stagione, passò a Rete 4.
Nel corso degli anni, la serie è stata poi replicata da svariati canali quali  Telemontecarlo (nel 1994), RaiSat Premium (2006/2007), Hallmark (2008) e DIVA Universal (2011). In quasi tutti i casi, le repliche si sono limitate alle prime nove stagioni del telefilm. Dal 7 dicembre 2024 in replica tutte le stagioni, tranne la 10 e la 11 sul canale Warner TV. In più, per le repliche sul canale RaiSat Premium, sono stati ridoppiati sei episodi della terza stagione. Altri 22 episodi, invece, sono stati ridoppiati per la trasmissione sul Hallmark Channel.
| Stagione                 | Episodi | Prima TV USA | Prima TV Italia |
| ------------------------ | ------- | ------------ | --------------- |
| Prima stagione           | 5       | 1978         | 1981            |
| Seconda stagione         | 24      | 1978-1979    | 1981            |
| Terza stagione           | 25      | 1979-1980    | 1981-1982       |
| Quarta stagione          | 23      | 1980-1981    | 1982            |
| Quinta stagione          | 26      | 1981-1982    | 1982-1983       |
| Sesta stagione           | 28      | 1982-1983    | 1983            |
| Settima stagione         | 30      | 1983-1984    | 1984            |
| Ottava stagione          | 30      | 1984-1985    | 1985-1986       |
| Nona stagione            | 31      | 1985-1986    | 1986-1987       |
| Decima stagione          | 29      | 1986-1987    | 1987-1988       |
| Undicesima stagione      | 29      | 1987-1988    | 1988-1989       |
| Dodicesima stagione      | 26      | 1988-1989    | 1989-1990       |
| Tredicesima stagione     | 27      | 1989-1990    | 1990-1991       |
| Quattordicesima stagione | 22      | 1990-1991    | 1991-1992       |

## Opere correlate

### Serie televisive
- California (spin-off)
- Dallas (sequel)

### Film per la televisione
- L'alba di Dallas (1986)
- Dallas - Il ritorno di J.R. (1996)
- Dallas - La guerra degli Ewing (1998)

### Gioco di ruolo
La SPI pubblicò Dallas The Television Role-playing Game (James F. Dunnigan, 1980), a metà tra un gioco di carte e un gioco di ruolo. La confezione in scatola comprendeva tre libretti Rules of Play, Major Characters e Scriptwriter's Guide di 16 pagine ognuno. Il gioco non venne ulteriormente supportato con altri prodotti e venne accolto con sfavore dal pubblico di giocatori di wargame della SPI, nonostante ciò fu il primo gioco di ruolo a essere basato su una licenza di una proprietà intellettuale.

## I retroscena

### Sulla produzione

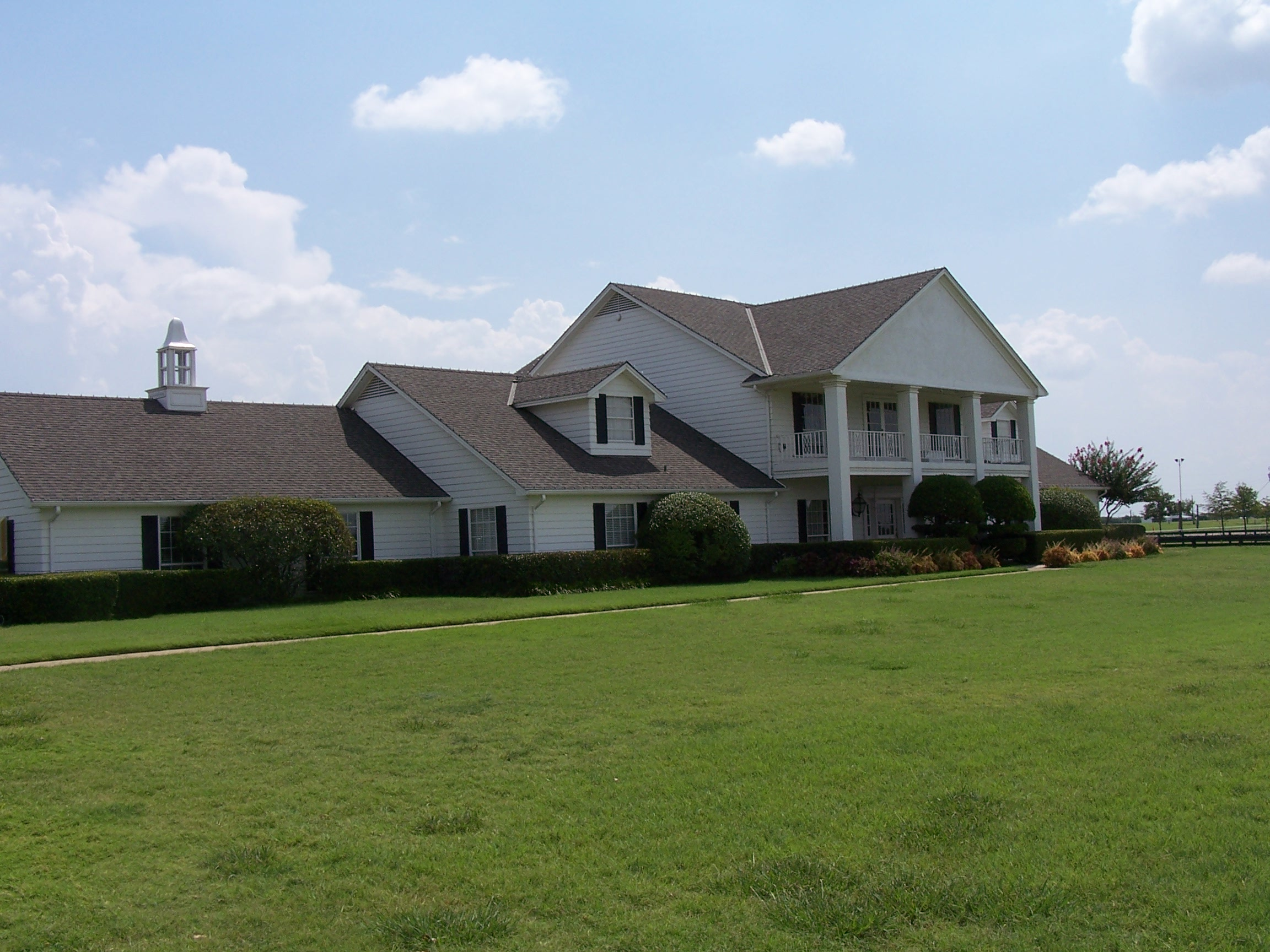
Il ranch degli Ewing

- La miniserie fu girata interamente a Dallas e nei sobborghi della città durante uno degli inverni più freddi della storia. Sebbene nella zona raramente ci fossero nevicate, nel febbraio di quell'anno una forte tempesta di neve costrinse gli sceneggiatori ad apportare dei cambiamenti alla storia. A causa del grande freddo, Charlene Tilton fu colpita da una forte influenza, sicché i produttori furono costretti a rimaneggiare profondamente il personaggio di Lucy Ewing.[senza fonte]
- Il Cloyce Box Ranch, il vero Southfork Ranch, presso il quale fu girata la miniserie, è andato distrutto durante un incendio. La produzione della serie fu costretta ad abbandonare la location su richiesta del vero proprietario del ranch, stanco soprattutto della grande attenzione dei media locali. La produzione quindi si trasferì al Duncan Acres, dove fu girata tutta la serie. Comunque, dalla miniserie in poi, tutta l'area circostante il Cloyce Box Ranch è diventata una delle zone a maggiore sviluppo urbano.[12]

- Il Duncan Acres, che fu poi ribattezzato Southfork Ranch, oggi è un polo di attrazione per molti turisti. Si trova a Parker, una periferia a nord di Dallas. Sebbene in un episodio di Dallas fu affermato che il Southfork Ranch fosse di 100.000 acri, il Duncan Acres arrivava a malapena a 100 acri. Inoltre, durante le ultime stagioni della serie, una serie di costruzioni cominciarono a circondare il ranch. Per questo motivo, la produzione fu costretta a girare solo nel retro dell'edificio. Durante le ultime due stagioni, comunque, gli esterni non furono più girati al Duncan Acres, ma in studio dove fu ricostruita parte del ranch. Inoltre, per gli interni non fu mai usato il Duncan Acres, perché gli interni erano troppo modesti per una famiglia agiata come gli Ewing. Al suo posto, fu usata una mansione a Turtle Creek.
- Fino alla metà della seconda stagione, la serie fu girata interamente a Dallas, al Duncan Acres e al Turtle Creek. Man mano che gli ascolti salivano, la produzione principale fu spostata a Los Angeles, dove furono ricostruiti in studio gli esterni del Duncan Acres e gli interni del Turtle Creek. Per dare comunque maggiore autenticità al telefilm, la produzione si recava a Dallas tutte le estati (intorno a luglio) dove girava, per circa otto settimane, scene che solitamente venivano inserite nella serie nelle puntate di novembre. Lo stesso proprietario del Duncan Acres dava la possibilità di girare nel suo ranch solo nei mesi estivi, per evitare distrazioni ai suoi figli durante i mesi di scuola. Solo le ultime due stagioni vennero girate totalmente in studio (con l'eccezione delle scene della morte di April, che vennero girate a Parigi).
- Uno sciopero del Writers Guild of America nel 1980 creò non pochi problemi alla produzione, soprattutto per quanto riguarda la rivelazione del nome di chi aveva sparato a J.R. A causa di questo sciopero, alcune parti della scena in questione furono girate durante la location annuale al Duncan Acres (per es. l'arrivo di Sue Ellen a Southfork per affrontare Kristen). Mentre la scena in cui Kristen rivela di essere lei la colpevole fu girata al "falso" Southfork molti mesi dopo la location a Dallas, appena qualche settimana prima la sua messa in onda, a novembre. I produttori, inoltre, pensarono di girare anche dei falsi finali del giallo per ingannare la stampa e i curiosi, in cui si davano per colpevoli svariati personaggi, inclusa Miss Ellie.
- Sebbene il Duncan Acres fosse di modesta grandezza, nel corso della serie, il Southfork Ranch si ingrandiva sempre di più. Così, nel "cliffhanger" della quinta stagione, gli sceneggiatori pensarono bene di far scoppiare un incendio nel ranch per poi poterne ricostruire in studio una versione "allargata", soprattutto per quanto riguardavano gli interni. Così il salotto, la scalinata e il pianerottolo del primo piano furono ampliati, mentre furono creati ex novo una cucina più grande, una sorta di palestra e diverse stanze da letto.[senza fonte]

### Sulla sceneggiatura
- Molti cambiamenti di sceneggiatura furono apportati per la prima stagione grazie alle reazioni del pubblico alla miniserie. Così, l'idea iniziale di fare di Pamela Barnes il personaggio principale della serie fu scartata, quando ci si rese conto che il personaggio di J.R. era molto più intrigante. Anche i personaggi di Sue Ellen e Cliff, nati come personaggi di contorno (tanto da non comparire nei titoli di testa della miniserie), diventarono personaggi-chiave per l'intera storia (la loro relazione fu inserita nel "cliffhanger" alla fine della prima stagione). La produzione si rese ben presto conto del potenziale sia di Linda Gray sia del suo personaggio, soprattutto grazie a un episodio in cui la donna viene tenuta in ostaggio e viene obbligata dai suoi rapitori a sfilare in costume da bagno, mentre è in piena crisi isterica.
- La famiglia Barnes fu ridotta di molto dopo la prima stagione. Così la zia di Pamela e Cliff, Maggie, e loro cugino Jimmy si trasferiscono in Kansas per prendersi cura della cugina di Digger, Rose. Quando Digger - che si scoprirà non essere il padre biologico di Pamela - morirà nel 1980, Maggie farà una breve apparizione nella serie. Jimmy non verrà menzionato più nella serie e si suppone sia morto nel 1984, mentre Maggie morirà nel 1988.[senza fonte]

### Altri fatti
- La cittadina di Braddock, alla periferia di Dallas, dove alcuni personaggi si recavano spesso (ad esempio, Lucy, durante la prima stagione, studiava alla Braddock High School), non esiste.
- Quando iniziò la "mania" del giallo sull'attentato a J.R., Larry Hagman provò a rinegoziare il suo contratto [senza fonte]. I produttori della serie, Leonard Katzman e Phillip Capice, pensarono allora di licenziarlo e usare al suo posto Robert Culp. Hagman dichiarò allora che avrebbe lasciato la serie e sarebbe apparso nel talk show Wogan durante un tour promozionale nel Regno Unito. A quel punto, i produttori si accordarono con l'attore e, oltre a un aumento del cachet, gli diedero anche la possibilità di intervenire sulla sceneggiatura.
- Alcuni edifici che si intravedono durante la serie esistono davvero. Per esempio, il quartier generale della Ewing Oil era situato all'interno della Renaissance Tower, che si trova nel centro di Dallas. In seguito, la Ewing Oil fu spostata in un edificio chiamato Fountain Place Archiviato il 23 giugno 2015 in Internet Archive. La Barnes/Wentworth Oil di Cliff Barnes invece era stata allocata in due edifici in cui negli anni 90 ebbe sede realmente una compagnia petrolifera, la belga Petrofina.
- Il cappello di J.R., simbolo per eccellenza dell'americanità del serial, è attualmente conservato presso il Museo Nazionale di Storia Americana Smithsonian.
- Durante gli anni 80, il disegnatore Dick Kulpa creò una serie di fumetti sulle avventure della famiglia Ewing, distribuiti in tutto il mondo (Italia compresa) dal L.A. Times Syndicate.
- Negli anni 80, il governo comunista di Nicolae Ceaușescu in Romania decise di mandare in onda alcuni episodi di Dallas per mostrare alla popolazione la corruzione e la decadenza del capitalismo americano. Invece, la mossa seminò discontento all'interno dell'intero sistema comunista, in quanto il pubblico si sentì fortemente attratto da quello stile di vita. Quando, da lì a poco, il governo di Ceaușescu cadde, un uomo d'affari rumeno creò un centro di divertimenti con l'esatta copia del Southfork Ranch per celebrare il ruolo che la serie TV aveva avuto nella caduta del comunismo[13].
- Nel 1984, James Garon creò "Dallas Quest", un gioco ispirato alla serie tv, pubblicato dalla Datasoft per il Commodore 64. Furono in seguito create anche le versioni per l'Apple IIe, per l'Atari 8-bit e per il TRS-80 Color Computer.

## Dallasnella cultura di massa
In un articolo scritto da David Jacobs per il New York Times, alla vigilia dell'inizio della penultima stagione di Dallas (aprile 1990), il creatore della serie (e del suo spin-off California), fa un'analisi di Dallas (e dei suoi cloni, Dynasty in primis). Jacobs ritiene che Dallas sia una «singolare espressione» degli anni 80, se non addirittura il loro «simbolo». La comparsa di J.R. sulle televisioni di tutto il mondo coincise con l'inizio dell'era Reagan, e J.R. ne era il suo rappresentante. Secondo il suo creatore, «la dedizione senza rimorsi di J.R. per i propri interessi personali, la sua palese convinzione che tutti siano corruttibili, lo mettevano in diretta relazione a una generazione che ben presto avrebbe capito che l'avidità era una cosa positiva». Il tema principale di Dallas, per Jacobs, è stato «la ricerca del denaro», cioè lo «strumento per provare a vincere», mentre - al contrario - Dynasty ha parlato soprattutto di «ciò che il denaro può comprare», facendo di esso «il fine ultimo, il Santo Graal come obiettivo di ogni ricerca».
Nel gennaio 1982, il sociologo Francesco Alberoni fu contattato da TV Sorrisi e Canzoni in concomitanza della trasmissione italiana dell'episodio Discordia in famiglia (l'episodio in cui spararono a J.R.) per spiegare il perché del grande successo della serie. Secondo Alberoni, Dallas riportava in auge il senso della famiglia, facendo così sparire «tutte le altre formazioni sociali moderne: le Chiese, i partiti, lo Stato. Domina solo il clan». In più, la serie «soddisfa la nostra volontà di potenza. [...] È l'unico sentimento, l'unica meta, l'unica morale» e «sopravvive solo chi è spietato». Ultimo motivo che spiegava il successo della serie era la novità in sé, dato che era il primo telefilm in cui «il cattivo riesce sempre a farla franca». In breve, «Dallas è un film del riflusso americano col ritorno della grande famiglia ricca, potente, che impone la Sua legge ma, in compenso, dà ricchezza, sicurezza e immunità».

A qualche giorno dalla trasmissione italiana dell'episodio con il secondo sospirato matrimonio tra J.R. e Sue Ellen Ewing, nel maggio 1983, il giornalista e critico televisivo Ugo Buzzolan de La Stampa diede una lettura sociopolitica di Dallas: 
Quando nel 1997, Dallas tornò sugli schermi italiani con il film tv Dallas - Il ritorno di J.R., in un articolo per La Stampa, la giornalista Fulvia Caprara fece una breve analisi di ciò che il serial aveva rappresentato per gli anni 80:
L'episodio più famoso di Dallas, quello con l'attentato alla vita di J.R., fu seguito da un bombardamento mediatico mai visto prima di allora, a partire dal quesito stesso, lanciato dalla CBS per promuovere la stagione del telefilm in cui sarebbe stato svelato il colpevole. Furono così stampate migliaia di magliette con la scritta "Who shot J.R.?" (t.l. "Chi ha sparato a J.R.?") o "I shot J.R.!" ("Ho sparato io a J.R."), che divennero un "must" nell'estate 1980. Una sessione del Parlamento Turco fu sospesa per permettere ai suoi legislatori di tornare a casa in tempo per vedere l'episodio in cui veniva svelato il colpevole.

## Premi
I premi si intendono solo ed esclusivamente alla serie non agli interpreti o ad altre categorie.
 Golden Globe 
Nomination:
- Miglior serie drammatica, per Dallas (1980)
- Miglior serie drammatica, per Dallas (1981)
- Miglior serie drammatica, per Dallas (1982)
- Miglior serie drammatica, per Dallas (1983)
- Miglior serie drammatica, per Dallas (1984)

 Emmy Awards 
Nomination:
- Miglior serie drammatica, per Dallas (1980)
- Miglior serie drammatica, per Dallas (1981)

 Telegatto 
Vinti:
- Miglior telefilm straniero, per Dallas (1984)
- Miglior telefilm straniero, per Dallas (1985)
- Miglior telefilm straniero, per Dallas (1986)
- Miglior telefilm straniero, per Dallas (1987)
- Miglior telefilm cult, per Dallas (1996)

 People's Choice Awards 
Vinti:
- Miglior serie drammatica, per Dallas (1980)
- Miglior serie drammatica, per Dallas (1981)
- Miglior serie drammatica, per Dallas (1982)
- Miglior serie drammatica, per Dallas (1987)

 Soap Opera Digest Awards 
Nomination:
- Miglior soap-opera, per Dallas (1986)
- Miglior soap-opera, per Dallas (1988)
- Miglior soap-opera, per Dallas (1989)
- Miglior soap-opera, per Dallas (1990)
- Miglior soap-opera, per Dallas (1991)
- Miglior soap-opera, per Dallas (1992)